# Camaridium oestlundianum
Camaridium oestlundianum är en orkidéart som först beskrevs av Louis Otho Otto Williams, och fick sitt nu gällande namn av Mario Alberto Blanco. Camaridium oestlundianum ingår i släktet Camaridium och familjen orkidéer. Inga underarter finns listade i Catalogue of Life.